# Michael Moore
Michael Francis Moore (Flint, 23 de abril de 1954) é um documentarista e escritor americano, conhecido pela sua postura crítica, sobretudo em relação à violência armada da sociedade americana, às grandes corporações, às desigualdades econômicas e sociais e à hipocrisia dos políticos, tendo sido particularmente crítico a George W. Bush e à invasão do Iraque.

## Biografia
Aos dezoito anos foi nomeado diretor de sua escola, convertendo-se em um dos mais jovens funcionários públicos dos Estados Unidos. Aos vinte e dois anos fundou The Flint Voice, um dos diários alternativos mais respeitados do país, de que foi editor durante dez anos. Na metade dos anos oitenta foi produtor, diretor, autor e apresentador da série de televisão premiada com um Emmy, TV Nation.
Em 1989, Michael Moore dirigiu Roger & Me, um filme que fez história e que narrava sua aventura pessoal para entrar em contato com o presidente da General Motors, Roger Smith. O assunto seria sobre os habitantes da cidade de Flint, frente ao desemprego criado depois do encerramento de unidades fabris da General Motors. Nesse filme, já são patentes algumas das características que definiriam o seu modo de filmar determinadas realidades angustiantes com uma dose de humor corrosivo que lhe cria tanto admiradores incondicionais quanto inimigos declarados.
Outro documentário, The Big One (1997), denuncia as práticas lesivas aos trabalhadores, adotadas pelas grandes empresas, e os políticos insensíveis e indiferentes aos problemas sociais. Graças à repercussão do filme, a multinacional Nike abandonou a exploração do trabalho infantil na Indonésia.
Entre os seus filmes mais famosos estão Fahrenheit 9/11, de 2004, no qual critica George W. Bush; Bowling for Columbine (br: Tiros em Columbine) (2002) onde aborda a obsessão por armas nos Estados Unidos, relacionando-a com o Massacre de Columbine, ocorrido numa escola.
Dirigiu o clipe Boom! da banda System of a Down. O vídeo foi feito com imagens dos protestos antiguerra, ocorridos em 15 de fevereiro de 2003, em todo o mundo. Dirigiu também os clipes Testify e Sleep Now in the Fire da banda Rage Against the Machine. Neste último, chegou a ser detido pela polícia após tocar sem autorização de som e tentar entrar no prédio da Bolsa de Valores de Nova York.

## Posições políticas

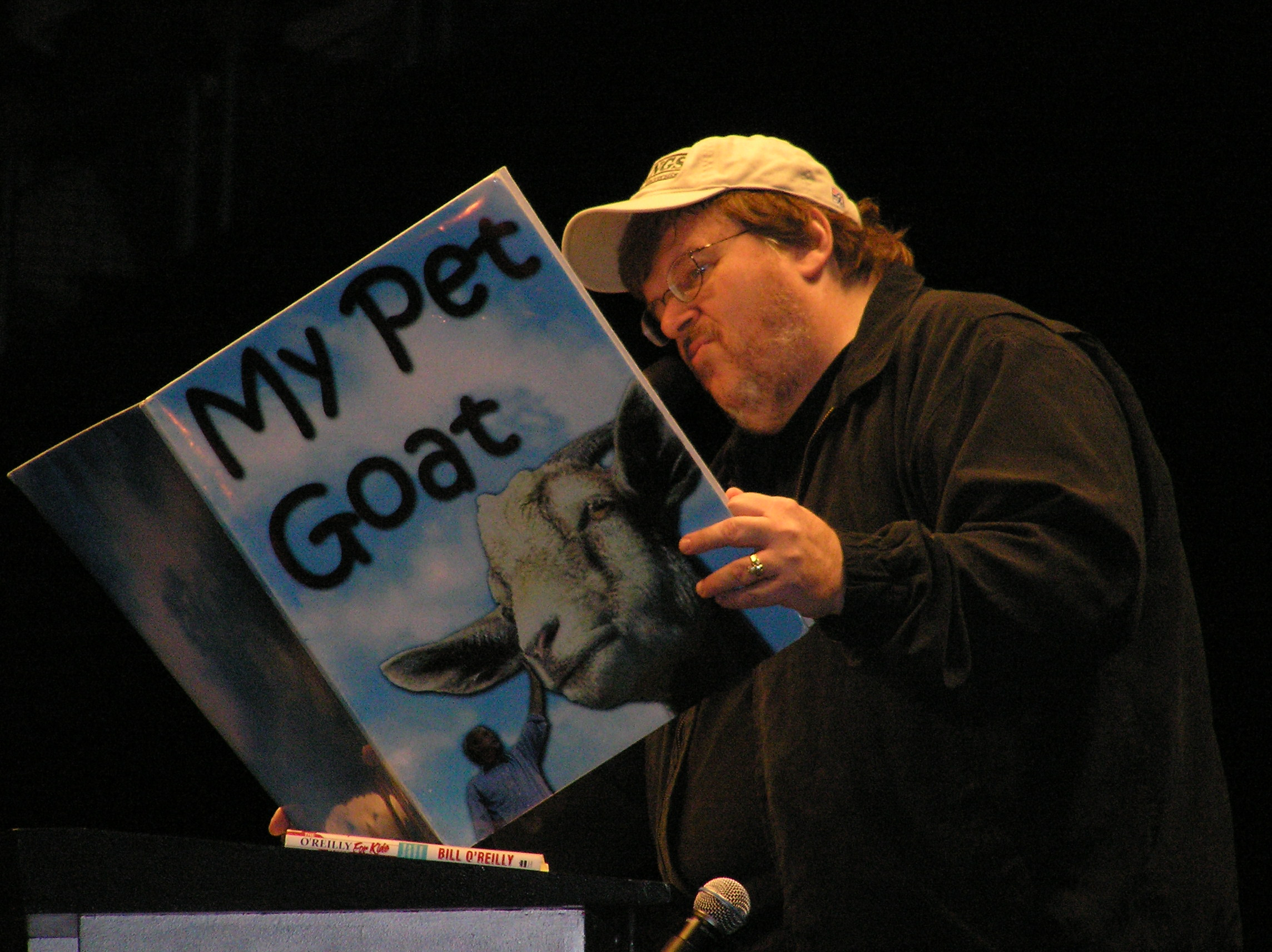
Moore satiriza a reação de George W. Bush ao ser informado dos ataques de 11 de setembro

Apesar de ser geralmente considerado como um notório ativista político, Michael Moore rejeita esse rótulo por considerá-lo redundante, numa democracia: "Eu, você, todos temos que ser ativistas políticos. Se não formos politicamente ativos, a democracia deixa de existir".
Segundo John Flesher, da Associated Press, Moore é conhecido por seu "apaixonado populismo de esquerda," e publicações como o Socialist Worker Online já se referiram a ele como  "o novo  Tom Paine". Durante uma palestra, ele declarou que  socialismo é democracia, é cristianismo, judaísmo, islamismo e budismo, porque todas as grandes religiões dizem a mesma coisa que Marx disse.

## Livros
- "Adoro Problemas" (autobiografia, 2011)
- Cara, Cadê Meu País?
- Cartas da Zona de Guerra: Algum Dia Voltarão a Confiar na América?
- O Filme Fahrenheit 11 de setembro
- Stupid White Men: uma Nação de Idiotas
- George W. Bush, The man
- The USA

## Filmografia
- 2018 - Fahrenheit 11/9
- 2016 - Michael Moore in TrumpLand
- 2015 - Where to Invade Next
- 2009 - Capitalism: A Love Story (sobre a crise financeira global)
- 2008 - Slacker Uprising (sobre as eleições presidenciais americanas)
- 2007 - SiCKO (no Brasil S.O.S. Saúde, trata do sistema de saúde dos Estados Unidos)
- 2004 - Fahrenheit 11 de setembro (Fahrenheit 9/11)
- 2003 - Boom! (videoclipe da banda System of a Down)
- 2002 - Tiros em Columbine (Bowling for Columbine)
- 1999 - Sleep Now In The Fire e Testify (videoclipe da banda Rage Against The Machine)
- 1997 - The Big One
- 1995 - TV Nation 2
- 1995 - TV Nation
- 1995 - Operação Canadá (Canadian Bacon)
- 1992 - Two Mikes Don't Make a Wright
- 1992 - Pets or Meat: The Return to Flint (TV)
- 1989 - Roger e eu (Roger & Me)

## Premiações
- Oscar de Melhor Documentário, por "Tiros em Columbine" (2002).
- Cesar de Melhor Filme Estrangeiro, por "Tiros em Columbine" (2002).
- Independent Spirit Awards de Melhor Documentário, por "Tiros em Columbine" (2002).
- Palma de Ouro do Festival de Cannes, por "Fahrenheit 9/11" (2004).
- Prêmio do 55º Aniversário do Festival de Cannes, por "Tiros em Columbine" (2002).
- Menção Honrosa, no Festival de Berlim, por "Roger e Eu" (1989).
- Prêmio Bodil de Melhor Filme Americano, por "Tiros em Columbine" (2002).
- Prêmio de Melhor Filme - Voto Popular, na Mostra São Paulo de Cinema, por "Tiros em Columbine" (2002).